# Lucky Day
Lucky Day é o sexto álbum de estúdio do cantor jamaicano Shaggy. Foi lançado em 2002 e alcançou a posição de #24 no Billboard 200 e mais tarde chegou a disco de ouro. Conta com participações de outros artistas em diversas faixas.
Há três singles do álbum, "Hey Sexy Lady", "Strength of a Woman" e "Get My Party On".

## Faixas
1. "Shake Shake Shake"
2. "Full Control" (feat. Barrington Levy)
3. "Hookie Jookie"
4. "Hey Sexy Lady" (feat. Brian Gold & Tony Gold)
5. "Get My Party On" (feat. Chaka Khan)
6. "Lucky Day"
7. "Strength of a Woman"
8. "Lost" (feat. Prince Mydas)
9. "Strange Love" (feat. Mona)
10. "Leave Me Alone"
11. "These Are the Lips" (feat. Rikrok)
12. "Give Thanks"
13. "Walking in My Shoes"
14. "We Are the Ones"
15. "Hey Sexy Lady" (Original Sting International Mix) (feat. Brian & Tony Gold & Sean Paul) [Faixa Escondida]